# هندسه حسابی

مثالی از یک خم فرابیضوی (hyperelliptic) که توسط تعریف شده و طبق قضیه فالتینگز تنها تعداد متناهی نقاط گویا دارد (نقاطی چون و)

در ریاضیات، هندسه حسابی (به انگلیسی: Arithmetic Geometry) به بیان نادقیق، کاربردی از فنون هندسه جبری جهت حل مسائل نظریه اعداد است. هندسه حسابی حول هندسه سیاله‌ای متمرکز شده و به مطالعه نقاط گویای واریته‌های جبری می‌پردازد.
به بیان مجردتر، هندسه حسابی را می‌توان به عنوان مطالعه اسکیم‌هایی از نوع متناهی بر روی طیف حلقه صحیح‌ها تعریف نمود.

## نمای کلی
اشیا رایج مورد توجه مطالعه در هندسه حسابی ، نقاط گویا هستند: مجموعه جواب های دستگاه معادلات چندجمله ای روی میدان های جبری اعداد ،میدان های متناهی ،میدان های پی-ادیک و یا میدان های جبری توابع. به علاوه میدان هایی که یک میدان بسته جبری نیستند مانند اعداد حقیقی . نقاط گویا را می توان مستقیما با توابع ارتفاع که میزان پیچیدگی حسابی آن ها را محاسبه می کند ،توصیف کرد.
ساختار واریته های جبری روی میدان های بسته جبری به مرکز توجه این حوضه تبدیل شده که به دلیل توسعه انتزاعی مدرن هندسه جبری به وجود آمده. روی میدان های متناهی ، کوهمولوژی ایتاله ،ناوردا های توپولوژیکی مرتبط با واریته های جبری را فراهم می کند. نظریه پی-ادیک هاج ابزار هایی را برای بررسی اینکه چه زمانی خواص کوهمولوژی واریته های مختلط به میدان های پی-ادیک گسترش می یابند ، فراهم می کند.

## ارجاعات
1. ↑  Sutherland, Andrew V. (September 5, 2013). "Introduction to Arithmetic Geometry" (PDF). Retrieved 22 March 2019.
2. ↑  Klarreich, Erica (June 28, 2016). "Peter Scholze and the Future of Arithmetic Geometry". Retrieved March 22, 2019.
3. ↑  Poonen, Bjorn (2009). "Introduction to Arithmetic Geometry" (PDF). Retrieved March 22, 2019.
4. ↑  Arithmetic geometry in nLab

- Zariski, Oscar (2004) [1935].  Abhyankar, Shreeram S.; Lipman, Joseph; Mumford, David (eds.). Algebraic surfaces. Classics in mathematics (second supplemented ed.). Berlin, New York: Springer-Verlag. ISBN 978-3-540-58658-6. MR 0469915.
- A. Weil, L'arithmétique sur les courbes algébriques, Acta Math 52, (1929) p. 281-315, reprinted in vol 1 of his collected papers شابک ‎۰−۳۸۷−۹۰۳۳۰−۵
- مشارکت‌کنندگان ویکی‌پدیا. «Arithmetic Geometry». در دانشنامهٔ ویکی‌پدیای انگلیسی، بازبینی‌شده در ۱۵ ژوئن ۲۰۲۱.